# João José d'Aguiar
João José de Aguiar (Angra do Heroísmo, 30 de setembro de 1844 — Angra do Heroísmo, 21 de outubro de 1888) foi um jornalista, publicista e escritor, que se distinguiu pelos seus escritos sobre história local. Foi amanuense da secretaria da Câmara Municipal de Angra do Heroísmo e escrivão da administração desse mesmo concelho. Exerceu diversos cargos políticos.

## Biografia
Amanuense da Câmara Municipal de Angra do Heroísmo, dedicou-se à escrita e foi jornalista e publicista de grande relevo na ilha Terceira. Exerceu também as funções de secretário da respectiva administração do concelho. Dirigiu diversos jornais, com destaque para O Angrense, órgão do Partido Progressista terceirense.
Militou no Partido Progressista, tendo, entre 1880 e 1883, feito parte, como secretário, da comissão executiva da Junta Geral do Distrito de Angra do Heroísmo, da qual era procurador eleito.
Foi também um dos colaboradores mais destacados do jornal liberal radical A Ideia Nova, fundado em Angra, em 1876, por Augusto Ribeiro. Também colaborou nos jornais terceirenses O Imparcial, O Luctador e Terceira.
Foi condecorado com o hábito da Ordem de Cristo.

## Obras
Para além de volumosa colaboração dispersa por periódicos açorianos, é autor, entre outras, das seguintes obras:
- Memoria descriptiva da inauguração do retrato do fallecido par do reino Conde da Praia da Victoria no Salão Nobre do Palacio da Camara Municipal de Angra do Heroismo no dia 1.º de Janeiro de 1874. Empreza Typographica dos Açores, Ponta Delgada, 1874 (obra reeditada integrada na coletânea Teotónio de Ornelas: Relatos de uma vida, pp. 131-166, Grémio Atlântico, Angra do Heroísmo, 2023).
- O Bispo de Nilopolis e a Ilha Terceira, Memória da Manifestação Feita a Sua Excelência Reverendíssima por Ocasião do Seu Sexagésimo Aniversário Natalício no 1.º de Janeiro de 1887. Angra, Imprensa da Junta Geral, 1887 (em colaboração com Manuel Homem de Noronha).